# Stazione di Echigo-Kawaguchi
La stazione di Echigo-Kawaguchi (越後川口駅?, Echigo-Kawaguchi-eki) è una stazione ferroviaria della città di Nagaoka, nella prefettura di Niigata della regione del Tōhoku, in Giappone. Presso questa stazione passa la linea Jōetsu, ed è capolinea per la linea Iiyama della JR East.

## Linee e servizi
East Japan Railway Company
■ Linea Jōetsu
■ Linea Iiyama

## Struttura
La stazione è dotata di un marciapiede a isola e uno laterale con tre binari totali. È presente una biglietteria presenziata, servizi igienici, distributori di biglietti e di bibite.
| 1 | ■ Linea Iiyama | per Tōkamachi, Mori-Miyanohara, Togari-Nozawaonsen, Iiyama e Nagano |
| 1 | ■ Linea Jōetsu | per Ojiya e Nagaoka                                                 |
| 2 | ■ Linea Jōetsu | per Ojiya e Nagaoka                                                 |
| 3 | ■ Linea Jōetsu | per Koide, Urasa, Echigo-Yuzawa, Minakami e Takasaki                |

## Stazioni adiacenti
| «               | Servizio     | »            |
| Linea Jōetsu    | Linea Jōetsu | Linea Jōetsu |
| --------------- | ------------ | ------------ |
| Kita-Horinouchi | -            | Ojiya        |
| Linea Iiyama    |              |              |
| Uchigamaki      | -            | Capolinea    |